# نيكولاي كوفاليوف (سياسي)
نيكولاي دميترييفيتش كوفاليوف (بالروسية: Николай Дмитриевич Ковалёв؛ 6 أغسطس 1949 - 5 أبريل 2019) كان سياسيًا روسيًا وعضوًا في مجلس الدوما، حيث ترأس لجنة المحاربين القدامى في مجلس الدوما. وكان كوفاليوف مديراً لجهاز الأمن الفيدرالي في الفترة من يوليو 1996 إلى يوليو 1998، عندما خلفه فلاديمير بوتين.

## سيرة شخصية
انضم نيكولاي كوفاليوف إلى لجنة أمن الدولة (الاتحاد السوفيتي) في عام 1974. عُيِّن جنرالًا للجيش في عام 1997. وفي عام 1999، انتخب نائبًا في مجلس الدوما في الاتحاد الروسى.
قال في عام 1996: "لم يتم القبض على مثل هذا العدد من الجواسيس من قبلنا منذ الوقت الذي تمت فيه إرسال عملاء ألمان خلال سنوات الحرب العالمية الثانية".
كما توقع علنًا أن بوريس بيريزوفسكي قد يكون متورطًا في ذلك. وفاة ألكسندر ليتفينينكو.
أثناء جدل الجندي البرونزي في عام 2007، قاد كوفاليوف "بعثة لتقصي الحقائق" إلى إستونيا، حيث كانت السلطات تنقل نصبًا تذكاريًا للحرب العالمية الثانية، بما في ذلك جندي برونزي يبلغ طوله مترين يرتدي الزي السوفيتي. وقبل مغادرته موسكو، طلب كوفاليوف من حكومة إستونيا الاستقالة. ويبدو أن الزيارة التي قام بها تقصي الحقائق الروسي، والتي استغرقت يومين، والتي تمت إنشاؤها في الأصل لنزع فتيل نزاع دبلوماسي حول تمثال الجندي البرونزي، أدت إلى تصعيد الخلاف، حيث رفض وزير الخارجية الإستوني ومسؤولون حكوميون آخرون الاجتماع مع وفد كوفاليوف.

## الأوسمة والجوائز
وسام "من أجل الاستحقاق للوطن"
المركز الثالث (20 أبريل 2006) لمساهمته المتميزة في وضع القوانين والعمل الدؤوب على المدى الطويل
الصف الرابع
نيشان الاستحقاق العسكري (روسيا)
وسام النجمة الحمراء
وسام الاستحقاق في تخليد ذكرى المدافعين الذين سقطوا عن الوطن (وزارة الدفاع الروسية، 2008) لمساهمته الشخصية الكبيرة في إحياء ذكرى المدافعين الذين سقطوا عن الوطن، وتحديد أسماء الموتى ومصير المفقودين الجنود، الذين يظهرون الصفات الأخلاقية والتجارية العالية، والاجتهاد والمبادرة الذكية، للمساعدة في مهمة تخليد ذكرى المدافعين الذين سقطوا عن الوطن.
دبلوم رئيس الاتحاد الروسي (9 يناير 2010) للخدمات في الأنشطة التشريعية وتطوير البرلمانية الروسية